# Alfons Szczerbiński
Alfons Szczerbiński (* 2. April 1858 in Gostyń; † 25. März 1895 in Śrem) war ein polnischer Komponist und Musikpädagoge.
Szczerbiński hatte den ersten Musikunterricht in Srem bei einem Organisten namens Kraszkiewicz und begann bereits als Kind zu komponieren. Von 1877 bis 1880 studierte er an der von Joseph Joachim geleiteten Königlich Akademischen Hochschule für ausübende Tonkunst in Berlin. Bis 1883 war er Kompositionsschüler von Eduard Grell und Woldemar Bargiel.
Nach seiner Rückkehr nach Polen arbeitete er bis 1893 als Musiklehrer im Hause des Grafen Plater in Niekłanie bei Radom. In dieser Zeit entstanden Sonaten, Kammermusikwerke und Lieder. Ab 1893 lebte er als Musiklehrer in Krakau.
Einen Teil seiner Werke vernichtete der Komponist selbst, weitere Kompositionen gingen im Ersten und Zweiten Weltkrieg verloren, von den erhaltenen 65 Werken sind 13 im Druck erschienen. 1931 strahlte Radio Poznań eine Sendung zu seinem Gedenken aus, in der u. a.  seine Nichte Maria Szczerbińska einige seiner Klavierwerke spielte.